# Charles Dumas
Charles Everett Dumas, detto Charlie (Tulsa, 12 febbraio 1937 – Inglewood, 5 gennaio 2004), è stato un altista statunitense, campione olimpico a Melbourne 1956.

## Palmarès
| Anno | Manifestazione  | Sede      | Evento        | Risultato | Prestazione | Note            |
| ---- | --------------- | --------- | ------------- | --------- | ----------- | --------------- |
| 1956 | Giochi olimpici | Melbourne | Salto in alto | Oro       | 2,12 m      | Record olimpico |
| 1960 | Giochi olimpici | Roma      | Salto in alto | 6º        | 2,03 m      |                 |